# Luca Sofri
Luca Sofri (Massa, 15 dicembre 1964) è un giornalista, blogger e conduttore radiofonico italiano. È stato direttore del giornale online il Post.

## Biografia

### Famiglia e carriera giornalistica
Figlio di Adriano Sofri e Alessandra Peretti, è stato sposato fino al 2018 con Daria Bignardi, scrittrice e conduttrice televisiva con cui ha avuto una figlia, Emilia. In passato ha curato una rubrica dedicata a eBay su Internazionale, e ha scritto per Il Foglio, l'Unità, GQ, Panorama, Diario, Wired, Vanity Fair e La Gazzetta dello Sport. Nel 2002 ha condotto insieme con Giuliano Ferrara la trasmissione di approfondimento su LA7 Otto e mezzo. Nel 2005, sempre per LA7, ha condotto alcune puntate del programma di approfondimento storico Passato prossimo. Sino alla fine del 2009 ha condotto, insieme con Matteo Bordone, tutti i giorni su Rai Radio 2 il programma radiofonico Condor. Attualmente Sofri scrive per il giornale on-line Il Post, di cui è stato direttore fino al 18 aprile 2025. Inoltre dal 2012 è direttore artistico del Festival di libri e altrecose di Pescara.

### Libri pubblicati
Nel 2006 ha pubblicato per Rizzoli il suo primo libro intitolato Playlist, una «guida alle 2556 canzoni di cui non potete fare a meno», ristampato in un'edizione aggiornata nel 2008 contenente 2978 canzoni.
Nel 2011 ha pubblicato sempre per Rizzoli il saggio Un grande paese, in cui raccoglie ed espande le idee, soprattutto sulla politica e sul futuro del paese, che nel tempo aveva espresso sul suo blog.
Nel 2015 ha pubblicato ancora per Rizzoli il saggio Notizie che non lo erano, che riprende il titolo di una rubrica su La Gazzetta dello Sport.

## Attività online
Dal 20 novembre 2000 gestisce un blog intitolato Wittgenstein dove pubblica riflessioni e articoli di cultura generale. La missione è di dedicarne il contenuto ai "filologi del terzo millennio".
Nel 2010 Luca Sofri fonda Il Post, una testata giornalistica online. Il giornale è online dall'aprile 2010 ed era originariamente concepito come un aggregatore di contenuti della stampa italiana e internazionale, selezionati con discrezione dalla redazione, affiancati da contenuti, anche in forma di blog, prodotti dalla stessa redazione e da collaboratori come Paolo Virzì, Giovanni Floris, Debora Serracchiani e Flavia Perina. Col passare degli anni la produzione giornalistica in proprio si è ampliata fino a diventare prevalente, rendendo Il Post un vero e proprio quotidiano online.